# Iglesia de Santa Bárbara (Bogotá)
La iglesia de Santa Bárbara es un templo católico situado en la carrera Séptima con calle 6a de la ciudad de Bogotá. Data del siglo XVI. Está dedicada a Santa Bárbara. Los límites del territorio parroquial son: por el sur la avenida Comuneros (calle 6); por el norte la calle 7; por el oriente la carrera 4 y al occidente la carrera 10. 

## Arquitectura

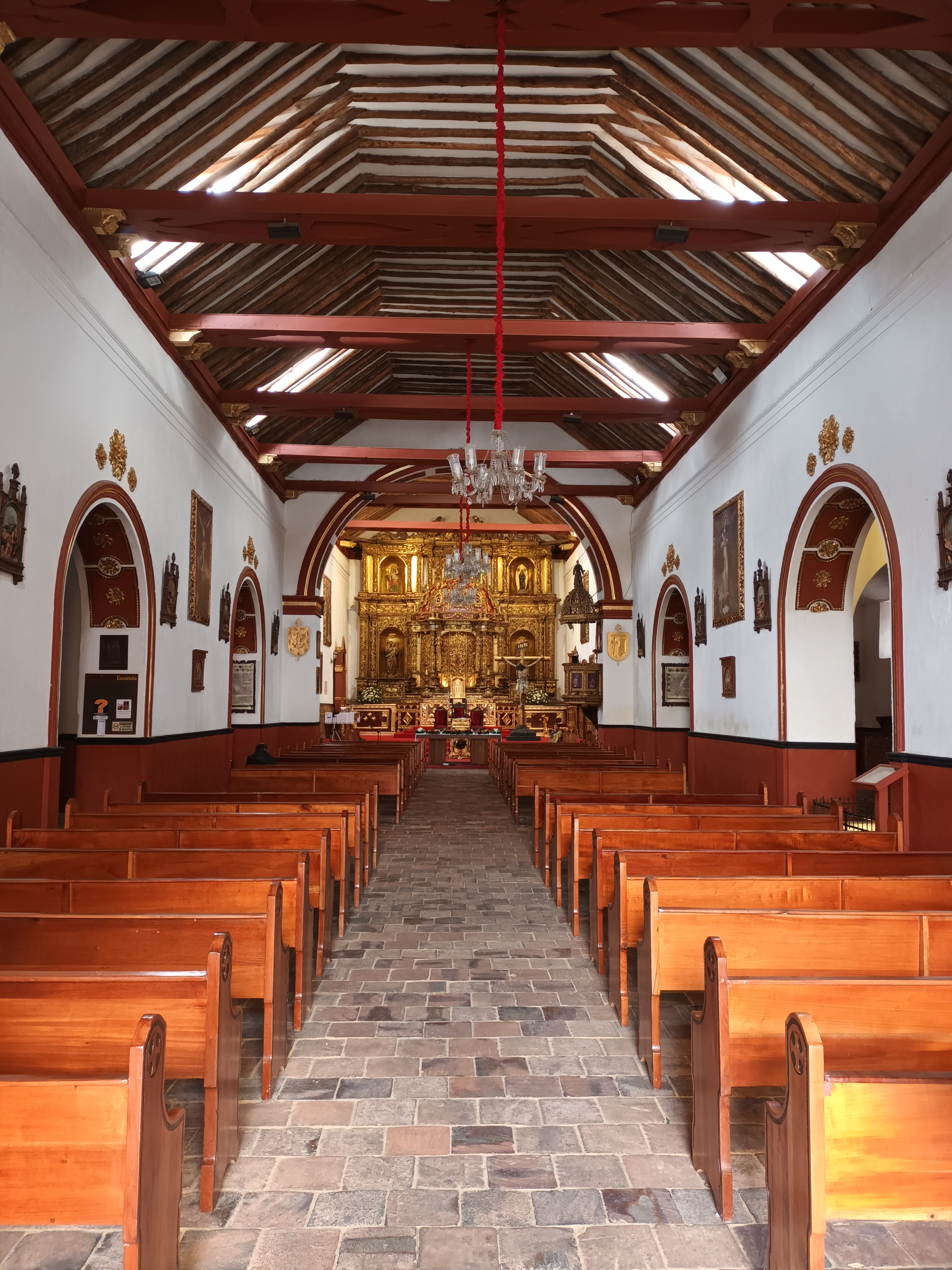
Nave central

Su presbiterio presenta un interesante tabernáculo en forma de templete. Otro elemento relevante es su 
sagrario. En su esquina norocciental poseía un campanario, del cual no quedan trazas en la actualidad. EL cronista Vargas Jurado afirma que el Cura de Santa Bárbara, doctor don Francisco José de Olalla, construyó el camarín para la Santa, “la que es de mano de Laboria, español, insigne escultor.” Este artista fue traído al país por el bogotano don Cristóbal de Vergara. La obra del camarín se terminó el 4 de febrero de 1742.

## Historia
La capilla fue construida en honor a Santa Bárbara en 1566 por el conquistador español don Juan de Céspedes,  en agradecimiento por haber evitado que él y su familia hubiesen sido víctimas fatales de un rayo que cayó en el lugar donde se encuentra el templo, entonces ocupado por su vivienda, y que por el contrario sí mató a una esclava.
Fray Luis Zapata de Cárdenas, segundo arzobispo de la ciudad, convirtió la capilla en parroquia  para los pueblos indios de Sisvatibá y Teusaquillo, el 23 de febrero (o tal vez marzo) de 1585.